# Noors Oliemuseum

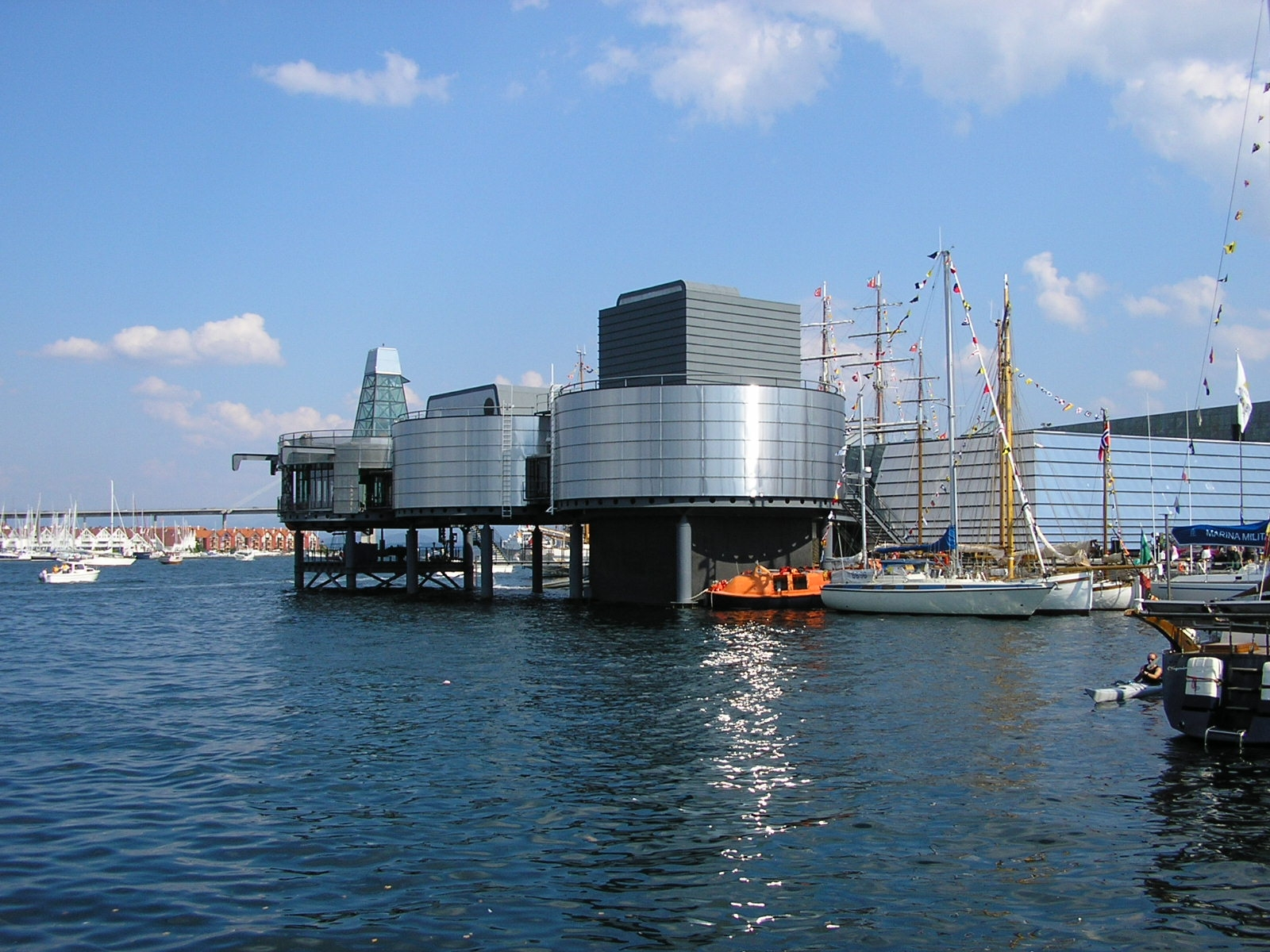
Noors Oliemuseum

Het Noors Oliemuseum (Noors: Norsk Oljemuseum) is een museum in de Noorse stad Stavanger. Het museum werd geopend in 1999. Het gebouw werd ontworpen door Lunde & Løvseth Arkitekter A/S en ziet eruit als een klein boorplatform. Het museum belicht de olie-industrie in Noorwegen en de ontginning van olievelden.